# ديد آيلاند 2
جزيرة الموت 2(بالإنجليزية: Dead Island 2)‏ هي لعبة فيديو من نوع أكشن تقمص الأدوار ورعب البقاء من تطوير ياغر لألعاب الفيديو ونشر عن طريق شركة ديب سيلفر . سوف تصدر في الوقت اللاحق، وستعمل على أنظمة بلاي ستيشن 4 وإكس بوكس ون ومايكروسوفت ويندوز.
قصة : بعد عدة أشهر من أحداث dead island ، والقوات المسلحة للولايات المتحدة وضعت ولاية كاليفورنيا تحت منطقة الحجر الصحي تقييد كاملة بسبب اندلاع غيبوبة الجديد. ومن غير المعروف كيف بدأ العدوى. [1]

## القصة
بعد حوالي 10 سنوات من أحداث الجزء الاول من ديد آيلاند، اضطرت حكومة الولايات المتحدة والجيش الأمريكي إلى وضع كاليفورنيا تحت الحجر الصحي الكامل بسبب انتشار الزومبي الجديد والأقوى.
أثناء وضع لوس أنجلوس في الحجر الصحي، حاول ستة أفراد (يطلق عليهم اسم "القتلة") الصعود على متن إحدى رحلات الإجلاء وهم: المحتال برونو ، والميكانيكي كارلا ، وعامل البيع بالتجزئة داني ، والمتجرد ذو الطابع الإطفائي ريان ، والرياضية آمي ، والرجل البهلواني جاكوب. جاكوب.في الفوضى، تنتهي الرحلة بوجود شخص مصاب على متنها، مما يؤدي إلى قيام الجيش بإسقاطها. ينجو القتلة ( The Slayers) بأعجوبة من الحادث،ولكنهم يصابون بالعدوى عند محاولة مساعدة بعض الناجين الآخرين. يتمكن القتلة من الوصول إلى منزل إيما جونت، وهي إحدى الناجيات من الحادث، التي تضطر لاستضافتهم بالرغم من إصابتهم. يصل سام بي، الحبيب السابق لإيما، إلى القصر، متعهدًا بإخراج إيما من المدينة، ويكشف أنه مُتحصن ضد العدوى، ويدرك القتلة أنهم مُتحصنون أيضًا. ما زالت نية القتلة هي الخروج من المدينة، لذا يتوجهون إلى أقرب مركز إجلاء في فندق هالبرين. يجد القتلة الفندق مغمورًا بالمصابين، ويتمكنون من استعادة الراديو والاتصال بالدكتور روبن ريد، وهو طبيب في مركز السيطرة على الأمراض، الذي يطلب منهم القدوم إلى ملجأه الآمن في سانتا مونيكا، حيث يمكن استخدام مناعتهم لتصنيع علاج. يحذر سام بي القتلة من عدم الثقة بريد. يتوجه القتلة عبر الصرف الصحي للوصول إلى سانتا مونيكا، حيث يكتشفون أن جثث الزومبي التي كان يقوم الجيش بإلقائها في الصرف الصحي بدأت في الاندماج معًا لتشكّل نموًا ضخمًا شبيهًا بالورم ينتشر أسفل المدينة. يتم إيقافهم من قبل مجموعة أخرى من الناجين يقودهم لولا كونرادت، التي تلقي القتلة في حفرة ممتلئة بالزومبي، ما يؤدي إلى إثارة غضب حيواني مؤقت فيهم واستخدامهم لقتل جميع الزومبي. يتمكن القتلة من الوصول إلى ملجأ ريد في فندق سيرلينج. يخبرهم ريد أن الجيش لن يستخرجهم من لوس أنجلوس ما لم يقدموا دليلًا على مناعتهم، مما يعني استخدام معدات الاختبار الخاصة بريد في مركز السيطرة على الأمراض . يتمكن القتلة من استعادة المعدات والعودة ليكتشفوا أن ريد وكونرادت يعرفان بعضهما البعض. يتم إرسال القتلة للعثور على تيشا، ابنة ريد المفقودة، التي تعمل مع فريق من القراصنة يحققون في بيانات مشفرة غامضة يتم تبادلها بواسطة مركز السيطرة على الأمراض. تخبرهم تيشا بطريقة للاتصال بكونرادت مباشرة مقابل إعطائها المزيد من الوقت للتحقيق في مركز السيطرة على الأمراض.
تلمح كونرادت للقتلة بوجود مختبر سري كان يرسل ريد إليه مواضيع مناعية أخرى. خلال محاربة موضوع الاختبار المصاب ، يستسلم القتلة لغرائزهم الحيوانية ويهاجمون تيشا ، التي تقتلهم على ما يبدو ، لكنهم يتم إحياؤهم مرة أخرى من قبل كونرادت. تشرح لهم كونرادت أنها وأتباعها والقتلة هم نمط جديد من الإنسان يطلق عليهم " نومن "، الذين يمكنهم استيعاب العدوى المسماة " الأوتوفاج " في حين يحافظون على ذهنهم ويكتسبون عقلًا جماعيًا تليباتيًا مع نومن آخرين. قبل المغادرة ، تحذر القتلة من أن ريد ليس يبحث فعليًا عن علاج. يعود القتلة إلى فندق سيرلينج لمواجهة ريد ليجدوا أنه فر إلى مختبر على هوليوود بوليفارد وأنه كان مسؤولا عن تفشي الأوتوفاج في لوس أنجلوس.

## ردود الفعل
حصلت لعبة Dead Island 2 على "آراء إيجابية بشكل عام" لنسخة ويندوز و Xbox Series X / S ، و "آراء متباينة أو متوسطة" لنسخة PlayStation 5 من النقاد، وفقًا لمجمع المراجعات Metacritic.
بيعت المليون نسخة من اللعبة خلال 3 أيام بعد الإصدار.